# 贝尔纳特尔
贝尔纳特尔（法語：Bernâtre，法語發音：[bɛʁnatʁ]）是法国上法蘭西大區索姆省的一个市镇，属于亚眠区。

## 地理
贝尔纳特尔（50°11'52"N, 2°5'31"E）面积4.59 平方千米，位于法国上法蘭西大區索姆省，该省份为法国北部沿海省份，北起加来海峡省和北部省，西接滨海塞纳省和大西洋英吉利海峡，南至瓦兹省，东临埃纳省。
与贝尔纳特尔接壤的市镇（或旧市镇、城区）包括：阿让维尔、欧克西堡、孔特维尔、栋莱热隆维莱尔、耶尔蒙、迈济库尔。

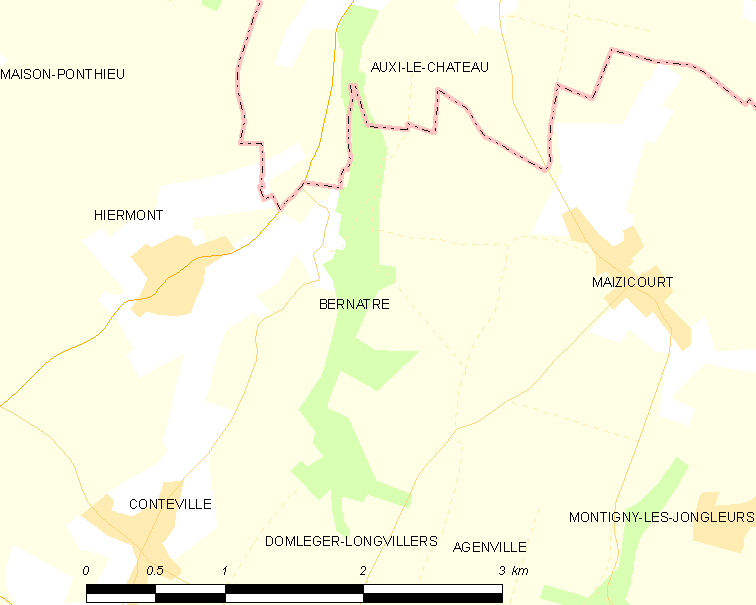
贝尔纳特尔的OSM定位图

贝尔纳特尔的时区为UTC+01:00、UTC+02:00（夏令时）。

## 行政
贝尔纳特尔的邮政编码为80370，INSEE市镇编码为80085。

## 政治
贝尔纳特尔所属的省级选区为杜朗县。

## 人口

1962-2008年间贝尔纳特尔人口变化图示

贝尔纳特尔于2022年1月1日时的人口数量为38人。